# Wesley Barrett
Pour les articles homonymes, voir Barrett.
Wesley Barrett est un homme politique fidjien.

## Biographie
Citoyen australien établi aux Fidji durant l'ère coloniale britannique, il devient propriétaire de l'hôtel Grand Pacific Hotel à Suva. Il adhère au parti de l'Alliance (conservateur, dominé par l'aristocratie autochtone fidjienne) et est élu député au Conseil législatif lors des élections de 1966. 
Le 18 février 1970, alors que les Fidji se préparent à l'indépendance, le ministre-en-chef Ratu Kamisese Mara crée un ministère des Finances et attribue ce portefeuille ministériel à Wesley Barrett ; ce dernier succède à Harry Ritchie, fonctionnaire colonial britannique qui détenait le poste de secrétaire aux Finances. Au moment de l'indépendance des Fidji en 1970, il renonce à sa nationalité australienne pour devenir citoyen fidjien. Il parvient à présenter en novembre 1971 un excédent budgétaire, l'accroissement substantiel des dépenses publiques due à l'indépendance ayant été compensée par les revenus fiscaux dus à une forte croissance économique. Il réduit les droits de douane sur l'importation d'équipement sportifs, tout en les augmentant sur l'importation de tabac et de voitures. Réélu député aux élections de 1972, il démissionne immédiatement de sa fonction de ministre des Finances, invoquant des raisons familiales. Il se consacre dès lors à son travail de directeur général de la chaîne Cathay Hotels.
En 1979, lorsque John Falvey prend sa retraite de la vie politique et quitte le Sénat, le Premier ministre Kamisese Mara nomme Wesley Barrett sénateur à sa succession. À l'issue des élections de 1982, il devient le président du Sénat,. Il perd la présidence lorsque le parti de l'Alliance perd les élections de 1987, et le Sénat est dissous par le coup d'État militaire peu après.